# 陳復升
陳復升（1533年—？），字以見，號見菴，福建福州府長樂縣人，民籍，明朝政治人物。

## 生平
乙卯科（1555年）福建鄉試第六十四名舉人。嘉靖三十五年（1556年）中式丙辰科三甲第十四名進士。兵部观政，授廣東潮州府推官，三十八年升南京户部主事，历升员外、郎中，嘉靖四十三年（1564年）官廣東廣州府知府。隆慶二年（1568年）八月升廣東副使。降广西浔州府知府，六年四月升为广东按察司副使、整饬琼州兵备，萬曆三年（1575年）十一月提督两广殷正茂弹劾陈复升奸利，詔革职为民。

## 家族
曾祖陳文諒；祖父陳良瑞；父陳有斐，生员封南京户部郎中加封知府；母鄭氏，封太安人加恭人。